# Liste des chapitres de Dr. Stone
Pour un article plus général, voir Dr. Stone.
Cet article est un complément de l'article sur le manga Dr. Stone.

## Arc narratifs
Chapitre Prologue
1. Arc Formule de la pétrification (chapitres 1 à 4)
2. Arc Bataille contre Tsukasa (chapitres 5 à 12)

Chapitre 1 : Stone World
1. Arc Village d'Ishigami (chapitres 13 à 19)
2. Arc Le royaume de la science (chapitres 20 à 33)
3. Arc Le tournoi du village (chapitres 34 à 40)
4. Arc Les origines du village (chapitres 41 à 45)

Chapitre 2 : Stone Wars
1. Arc Bataille contre Hyôga (chapitres 46 à 50)
2. Arc Guerre de l'information (chapitres 51 à 82)

Chapitre 3 : Dr. Stone
1. Arc L'âge de l'exploration (chapitres 83 à 100)
2. Arc L'île au trésor (chapitres 101 à 138)

Chapitre 4 : First Dream
1. Arc Ville du maïs (chapitres 139 à 169)
2. Arc Ville du superalliage (chapitres 170 à 193)
3. Arc Ville des maths (chapitres 194 à 200)
4. Arc Ville du caoutchouc (chapitres 201 à 211)

Chapitre 5 : Stone to Space
1. Arc Mission lunaire (chapitres 212 à 232)

## Liste des volumes

### Volumes 1 à 10
| no | Japonais         | Japonais          | Français        | Français          |
| no | Date de sortie   | ISBN              | Date de sortie  | ISBN              |
| --- | ---------------- | ----------------- | --------------- | ----------------- |
| 1 | 4 juillet 2017   | 978-4-08-881184-0 | 4 avril 2018    | 978-2-344-02803-2 |
| Titre du tome : Stone WorldListe des chapitres : - Z=1 Stone World - Z=2 Fantasy VS Science - Z=3 King of the Stone World - Z=4 Coquillages immaculés - Z=5 Yuzuriha - Z=6 Taiju VS Tsukasa - Z=7 L'Aventure de la poudre |                  |                   |                 |                   |
| 2 | 4 septembre 2017 | 978-4-08-881259-5 | 4 juillet 2018  | 978-2-344-02804-9 |
| Titre du tome : Les Deux nations du monde de pierre (石の世界の二つの国, Ishi no sekai no futatsu no kuni)Liste des chapitres : - Z=8 Allumons un signal de fumée ! - Z=9 Senku VS Tsukasa - Z=10 Le Gang de la science - Z=11 L'Arme de la science - Z=12 Epilogue of Prologue - Z=13 Chapitre Premier : Stone World, the Begining - Z=14 Celui qui a la foi - Z=15 Les Deux nations du monde de pierre - Z=16 Kohaku                                   |                  |                   |                 |                   |
| 3 | 4 décembre 2017  | 978-4-08-881288-5 | 3 octobre 2018  | 978-2-344-03171-1 |
| Titre du tome : Deux millions d'années en lieu sûr (200万年の在処, 200 Man-nen no arika)Liste des chapitres : - Z=17 Un air diabolique - Z=18 Duel de sorcellerie - Hors-série Chrome VS Senku : Duel de calcul mental !! - Z=19 Deux millions d'années en lieu sûr - Z=20 Stone Road - Z=21 L'Aube de l'âge du fer - Z=22 Survival gourmet - Z=23 Un homme frivole - Z=24 Aussi rapides que l'éclair !! - Z=25 Nous brandirons la lumière de la science |                  |                   |                 |                   |
| 4 | 2 février 2018   | 978-4-08-881341-7 | 16 janvier 2019 | 978-2-344-03294-7 |
| Titre du tome : Senku's LabListe des chapitres : - Z=26 Une alliance frivole - Z=27 Le Souhait d'un certain scientifique - Z=28 Clear World - Z=29 Senku's lab - Z=30 Death Green - Z=31 J'assurerai tes arrières, et toi les miens ! - Z=32 Brain & Heart - Z=33 Produits dangereux - Z=34 Le Tournoi de tous les complots |                  |                   |                 |                   |
| 5 | 4 avril 2018     | 978-4-08-881381-3 | 20 mars 2019    | 978-2-344-03435-4 |
| Titre du tome : Histoires du temps jadis (幾千年物語, Ikusen'nen monogatari)Liste des chapitres : - Z=35 Le Guerrier masqué - Z=36 Kinro et Ginro - Z=37 Chrome, le scientifique - Z=38 Master of flame - Z=39 And the winner is… - Z=40 Deux millions d'années cristallisées - Z=41 Doctor Stone - Z=42 Histoires du temps jadis - Z=43 Les Six derniers représentants de l'espèce humaine                                                              |                  |                   |                 |                   |
| 6 | 4 juillet 2018   | 978-4-08-881558-9 | 15 mai 2019     | 978-2-344-03519-1 |
| Titre du tome : Stone WarsListe des chapitres : - Z=44 Byakuya et Senku, cent nuits et mille cieux - Z=45 Epilogue of Chapter 1 - Z=46 Stone Wars - Z=47 Science vs Power - Z=48 Les lames de la science - Z=49 En route vers l'ère moderne ! - Z=50 La plus forte des armes de l'humanité - Z=51 Un peu de sucre dans un monde de pierre - Z=52 L'ère de l'énergie cinétique                                                                            |                  |                   |                 |                   |
| 7 | 4 septembre 2018 | 978-4-08-881610-4 | 3 juillet 2019  | 978-2-344-03631-0 |
| Titre du tome : Que nos voix portent vers l'infini ! (声は無限の彼方へ, Koe wa mugen no kanata e)Liste des chapitres : - Z=53 Un club de travaux manuels plutôt spartiate - Z=54 De scintillants joyaux bleus - Z=55 Treasure Dungeon - Z=56 The Treasure - Z=57 Heat Heart - Z=58 Déferlante scientifique - Z=59 Que nos voix portent vers l'infini ! - Z=60 Chant de l'ange et murmures du démon - Z=61 Stone Wars Beginning                           |                  |                   |                 |                   |
| 8 | 4 décembre 2018  | 978-4-08-881667-8 | 2 octobre 2019  | 978-2-344-03712-6 |
| Titre du tome : Hot LineListe des chapitres : - Z=62 Double Chase - Z=63 Guerre de l'information - Z=64 Hot Line - Z=65 Un coup de fil du défunt - Z=66 Menteurs et cœur honnête - Z=67 Tous à l'attaque ! - Z=68 Le feu de la révolution - Z=69 Steam Gorilla - Z=70 Paper Shield |                  |                   |                 |                   |
| 9 | 4 février 2019   | 978-4-08-881726-2 | 15 janvier 2020 | 978-2-344-03968-7 |
| Titre du tome : Final BattleListe des chapitres : - Z=71 Prison Break - Z=72 Points d'expérience - Z=73 Une mission ultra-secrète - Z=74 Les vingt secondes du destin - Z=75 Count Down 20 - Z=76 Final Battle - Z=77 La puissance de la science - Z=78 Ceux que l'on brise et ceux que l'on sauve - Z=79 L'instant tant attendu |                  |                   |                 |                   |
| 10 | 4 avril 2019     | 978-4-08-881801-6 | 27 mai 2020     | 978-2-344-03969-4 |
| Titre du tome : Les Ailes de l'Humanité (ヒトの翼, Hito no tsubasa)Liste des chapitres : - Z=80 Le duo le plus fort de l'humanité - Z=81 Fingertip - Z=82 Epilogue of Stone Wars (Fin du chapitre 2) - Z=83 Dr.Stone - Z=84 Les gens font la force - Z=85 Le roi des ressources naturelles - Z=86 Money - Z=87 Galeries Senku - Z=88 Les ailes de l'humanité                                                                                             |                  |                   |                 |                   |

### Volumes 11 à 20
| no | Japonais          | Japonais          | Français           | Français          |
| no | Date de sortie    | ISBN              | Date de sortie     | ISBN              |
| --- | ----------------- | ----------------- | ------------------ | ----------------- |
| 11 | 4 juillet 2019    | 978-4-08-881881-8 | 1er juillet 2020   | 978-2-344-04183-3 |
| Titre du tome : Premier Contact (ファーストコンタクト, Fāsutokontakuto)Liste des chapitres : - Z=89 Les aventuriers - Z=90 New world map - Z=91 S'ils n'ont pas de pain, qu'ils plantent du blé ! - Z=92 Désirs = Justice - Z=93 La première sera pour toi - Z=94 Le parfum des joyaux noirs - Z=95 Premier contact - Z=96 Les yeux de la science - Z=97 Comment être un bon roi                                                       |                   |                   |                    |                   |
| 12 | 4 septembre 2019  | 978-4-08-881881-8 | 2 septembre 2020   | 978-2-344-04184-0 |
| Titre du tome : Le secret de la pétrification (石化の秘密, Sekka no himitsu)Liste des chapitres : - Z=98 Ryusui - Z=99 Chronique photographiques du royaume de la science - Z=100 Les cents contes des débuts - Z=101 Treasure box - Z=102 « Perseus », le navire de la science - Z=103 La lumière de l'espoir et du désespoir - Z=104 Les experts - Z=105 La plus belle fille de l'île - Z=106 Le secret de la pétrification          |                   |                   |                    |                   |
| 13 | 1er novembre 2019 | 978-4-08-882106-1 | 18 novembre 2020   | 978-2-344-04299-1 |
| Titre du tome : Science WarsListe des chapitres : - Z=107 Notre carte gagnante est sur le navire de la science ! - Z=108 Deux cartes d'atout - Z=109 La grande évasion - Z=110 La science de la beauté - Z=111 Science Wars - Z=112 Un champion de la troisième dimension - Z=113 La science des messages codés - Z=114 Et la science brisa la pierre en silence - Z=115 Une seconde et un grain                                       |                   |                   |                    |                   |
| 14 | 4 février 2020    | 978-4-08-882206-8 | 17 février 2021    | 978-2-344-04417-9 |
| Titre du tome : Le vrai visage de médusa (石化光線の素顔, Medyūsa no sugao)Liste des chapitres : - Z=116 Le miracle, tu l'accompliras de tes mains - Z=117 Le royaume de la science contre-attaque - Z=118 Silent Soldiers - Z=119 Science Soldiers - Z=120 Top secret - Z=121 Le vrai visage de Médusa - Z=122 Pièces du puzzle de la guerre cérébrale - Z=123 Jeu de négociation cérébral - Z=124 Une invention divine et démoniaque |                   |                   |                    |                   |
| 15 | 3 avril 2020      | 978-4-08-882255-6 | 7 avril 2021       | 978-2-344-04540-4 |
| Titre du tome : La plus puissante des armes (最強の武器は, Saikyō no buki wa)Liste des chapitres : - Z=125 La bataille en trois dimensions - Z=126 Trois ruses, trois dimensions - Z=127 Médusa & Perseus - Z=128 Guerre totale - Z=129 Joker - Z=130 Le choix du démon - Z=131 Méchanceté aggravée - Z=132 La plus puissante des armes - Z=133 L'éclat de la destruction                                                              |                   |                   |                    |                   |
| 16 | 3 juillet 2020    | 978-4-08-882350-8 | 7 juillet 2021     | 978-2-344-04662-3 |
| Titre du tome : Medusa VS ScienceListe des chapitres : - Z=134 Duel des généraux - Z=135 Counting - Z=136 Méduse vs science - Z=137 Last man standing - Z=138 Epilogue of Chapter 3 - Z=139 First Dream - Z=140 Astronautes du nouveau monde - Z=141 First Team - Z=142 World Power |                   |                   |                    |                   |
| 17 | 4 septembre 2020  | 978-4-08-882405-5 | 1er septembre 2021 | 978-2-344-04825-2 |
| Titre du tome : Les pionniers de la planète Terre (地球の開拓者たち, Chikyū no kaitaku-sha-tachi)Liste des chapitres : - Z=143 Ryusui vs. Senku - Z=144 Ryusui & Gen vs. Senku & Kohaku - Z=145 Bar François - Z=146 Bar François - Bitter Side - Z=147 Science Journey - Z=148 Les pionniers de la planète Terre - Z=149 Un piège à insectes dans les ténèbres - Z=150 Un scientifique au service de la justice - Z=151 Dr. X         |                   |                   |                    |                   |
| 18 | 4 novembre 2020   | 978-4-08-882473-4 | 1er décembre 2021  | 978-2-344-04826-9 |
| Titre du tome : Science is ElegantListe des chapitres : - Z=152 Doctor vs Doctor - Z=153 War Game - Z=154 Spy vs Spy - Z=155 Science is elegant - Z=156 Deux scientifiques - Z=157 Au même endroit, au même moment - Z=158 Qui est le scientifique... - Z=159 Lock On - Z=160 Les lumières de la science |                   |                   |                    |                   |
| 19 | 4 janvier 2021    | 978-4-08-882550-2 | 5 janvier 2022     | 978-2-344-04914-3 |
| Titre du tome : Un million de maïssiens ! (100万人のコーンシティ, Hyaku man nin no Kōn siti)Liste des chapitres : - Z=161 Craft Wars - Z=162 Un chemin croulant de terre - Z=163 Sur terre, dans les airs et sur l'eau - Z=164 RE-LOCK ON - Z=165 Ceux qui connaissent les règles et ceux qui les font - Z=166 Le plus fort des cavaliers - Z=167 Ce que les gens aiment - Z=168 Un million de maïssiens ! - Z=169 Risk or heart       |                   |                   |                    |                   |
| 20 | 2 avril 2021      | 978-4-08-882598-4 | 20 avril 2022      | 978-2-344-05197-9 |
| Titre du tome : Medusa MechanismListe des chapitres : - Z=170 Fixer la même lune - Z=171 Fixer la même lumière - Z=172 Une marque de sagesse - Z=173 Earth race - Z=174 Le canal de Panama Race - Z=175 Course de l'extrême à travers l'Amérique du sud - Z=176 Plan de bataille pour briser le filet - Z=177 Medusa Mechanism - Z=178 La science escalade les montagnes                                                               |                   |                   |                    |                   |

### Volumes 21 à 27
| no | Japonais        | Japonais          | Français        | Français          |
| no | Date de sortie  | ISBN              | Date de sortie  | ISBN              |
| --- | --------------- | ----------------- | --------------- | ----------------- |
| 21 | 6 juin 2021     | 978-4-08-882687-5 | 6 juillet 2022  | 978-2-344-05198-6 |
| Titre du tome : Stone SanctuaryListe des chapitres : - Z=179 Les liens des funambules - Z=180 D'une effroyable beauté - Z=181 New world science - Z=182 Diamond heart - Z=183 Stone sanctuary - Z=184 Fort Médusa - Z=185 Un magnifique plan de clivage - Z=186 "Autant d'épées, autant d'idées" - Z=187 Cyber guerilla                                                          |                 |                   |                 |                   |
| 22 | 4 août 2021     | 978-4-08-882735-3 | 26 octobre 2022 | 978-2-344-05261-7 |
| Titre du tome : Our Stone WorldListe des chapitres : - Z=188 Ce que j'ai cherché à détruire jadis - Z=189 Our Dr. Stone - Z=190 La science transcende la vie - Z=191 Hurlements divins sur la planète - Z=192 Jusqu'à nos retrouvailles - Z=193 Our Stone World - Z=194 Une homo sapiens solitaire - Z=195 Une chercheuse de trésor solitaire - Z=196 Une scientifique solitaire |                 |                   |                 |                   |
| 23 | 4 novembre 2021 | 978-4-08-882820-6 | 18 janvier 2023 | 978-2-344-05686-8 |
| Titre du tome : Future EngineListe des chapitres : - Z=197 Jardin d'éden rocailleux et fruit défendu - Z=198 Whole New World - Z=199 Superalliages - Z=200 Future Engine - Z=201 Morse Talk - Z=202 Ryusui Inc. - Z=203 Missile Heart - Z=204 L'univers est écrit en langue mathématique - Z=205 Des 0 et des 1 créateurs d'univers                                              |                 |                   |                 |                   |
| 24 | 4 janvier 2022  | 978-4-08-882877-0 | 5 avril 2023    | 978-2-344-05696-7 |
| Titre du tome : Stone to SpaceListe des chapitres : - Z=206 L'aube de l'ordinateur - Z=207 Lier le circuit imprimé - Z=208 La science transcende l'humanité - Z=209 La dure vérité de la fusée - Z=210 Not One-Way - Z=211 Tour du monde des ressources - Z=212 "Dernière partie" Stone to Space - Z=213 Unknown Known - Z=214 Stone World's Earth Defense Force                 |                 |                   |                 |                   |
| 25 | 4 mars 2022     | 978-4-08-883032-2 | 5 juillet 2023  | 978-2-344-05848-0 |
| Titre du tome : 0Liste des chapitres : - Z=215 Long Long Road - Z=216 Hello World - Z=217 Challengers scientifiques - Z=218 WWW - World Wide Workshop - Z=219 Trois preux guerriers - Z=220 Celui qui désirait tout - Z=221 Celui qui passa le flambeau - Z=222 Science Road - Z=223 0                                                                                           |                 |                   |                 |                   |
| 26 | 4 juillet 2022  | 978-4-08-883160-2 | 18 octobre 2023 | 978-2-344-05849-7 |
| Titre du tome : Ensemble vers un avenir follement excitant (未来を唆るもの, Mirai o sosoru mono)Liste des chapitres : - Z=224 IN THE SPACE - Z=225 DOCKING - Z=226 GIANT STEP - Z=227 YOU ARE - Z=228 LIFE STONE - Z=229 WHY-MAN - Z=230 HUMAN - Z=231 Ensemble vers un avenir follement excitant (未来を唆るもの, Mirai o sosoru mono) - Z=232 Chapitre final : DR. STONE       |                 |                   |                 |                   |
| 27 | 4 avril 2024    | 978-4-08-884037-6 | 16 avril 2025   | 978-2-344-06777-2 |
| Titre du tome : Future ScienceListe des chapitres : - Terraformation - Dr. Stone: 4D Science : - 1D : Future Message - 2D : Future Road Map - 3D : Future Science |                 |                   |                 |                   |

## Dr. Stone reboot: Byakuya
| no | Japonais       | Japonais          | Français       | Français          |
| no | Date de sortie | ISBN              | Date de sortie | ISBN              |
| --- | -------------- | ----------------- | -------------- | ----------------- |
| 1 | 4 mars 2020    | 978-4-08-882244-0 | 7 avril 2021   | 978-2-344-04616-6 |
| Titre du tome : Je suis là !Liste des chapitres : - Z=1 Au secour du genre humain - Z=2 Lancer d'œuf de caille - Z=3 Donner-moi l'espace ! - Z=4 Retour des Hommes vers la terre-mère - Z=5 Attendre Byakuya, c'est du boulot ! - Z=6 Qui part à la chasse, protège l'ISS - Z=7 Je te vois ! - Z=8 Une ère sans couleur grise - Z=9 Je suis là ! |                |                   |                |                   |

## Light novel
Une adaptation en light novel par Ichio Morimoto, avec des illustrations de Boichi et supervisée par Riichirō Inagaki, a été publiée par Shūeisha en un volume unique le 4 février 2019, sous le titre Dr. Stone: Hoshi no yume, Chi no uta (Dr. STONE 星の夢、地の歌, litt. « Le Rêve étoilé et le Chant de la terre »)  (ISBN 978-4-08-703472-1),.

### Œuvres
Édition japonaise
1. 1 2  (ja) « Dr.STONE 　　1 », sur Shūeisha (consulté le 1er octobre 2018)
2. 1 2  (ja) « Dr.STONE 　　2 », sur Shūeisha (consulté le 1er octobre 2018)
3. 1 2  (ja) « Dr.STONE 　　3 », sur Shūeisha (consulté le 1er octobre 2018)
4. 1 2  (ja) « Dr.STONE 　　4 », sur Shūeisha (consulté le 1er octobre 2018)
5. 1 2  (ja) « Dr.STONE 　　5 », sur Shūeisha (consulté le 1er octobre 2018)
6. 1 2  (ja) « Dr.STONE 　　6 », sur Shūeisha (consulté le 1er octobre 2018)
7. 1 2  (ja) « Dr.STONE 　　7 », sur Shūeisha (consulté le 1er octobre 2018)
8. 1 2  (ja) « Dr.STONE 　　8 », sur Shūeisha (consulté le 18 novembre 2018)
9. 1 2  (ja) « Dr.STONE 　　9 », sur Shūeisha (consulté le 16 décembre 2018)
10. 1 2  (ja) « Dr.STONE 　　10 », sur Shūeisha (consulté le 6 avril 2019)
11. 1 2  (ja) « Dr.STONE 　　11 », sur Shūeisha (consulté le 6 avril 2019)
12. 1 2  (ja) « Dr.STONE 　　12 », sur Shūeisha (consulté le 25 août 2019)
13. 1 2  (ja) « Dr.STONE 　　13 », sur Shūeisha (consulté le 30 septembre 2019)
14. 1 2  (ja) « Dr.STONE 　　14 », sur Shūeisha (consulté le 4 février 2020)
15. 1 2  (ja) « Dr.STONE 　　15 », sur Shūeisha (consulté le 5 mars 2020)
16. 1 2  (ja) « Dr.STONE 　　16 », sur Shūeisha (consulté le 3 juillet 2020)
17. 1 2  (ja) « Dr.STONE 　　17 », sur Shūeisha (consulté le 6 septembre 2020)
18. 1 2  (ja) « Dr.STONE 　　18 », sur Shūeisha (consulté le 29 novembre 2020)
19. 1 2  (ja) « Dr.STONE 　　19 », sur Shūeisha (consulté le 29 novembre 2020)
20. 1 2  (ja) « Dr.STONE 　　20 », sur Shūeisha (consulté le 27 février 2021)
21. 1 2  (ja) « Dr.STONE 　　21 », sur Shūeisha (consulté le 2 juin 2021)
22. 1 2  (ja) « Dr.STONE 　　22 », sur Shūeisha (consulté le 22 juillet 2021)
23. 1 2  (ja) « Dr.STONE 　　23 », sur Shūeisha (consulté le 25 septembre 2021)
24. 1 2  (ja) « Dr.STONE 　　24 », sur Shūeisha (consulté le 3 décembre 2021)
25. 1 2  (ja) « Dr.STONE 　　25 », sur Shūeisha (consulté le 21 janvier 2022)
26. 1 2  (ja) « Dr.STONE 　　26 », sur Shūeisha (consulté le 4 juin 2022)
27. 1 2  (ja) « Dr.STONE 　　27 », sur Shūeisha (consulté le 3 avril 2024)
28. 1 2  (ja) « Dr.STONE reboot：百夜 », sur Shūeisha (consulté le 5 février 2019)
29. ↑  (ja) « Dr.STONE 星の夢、地の歌 », sur Shūeisha (consulté le 5 février 2019)

Édition française
1. 1 2  (fr) « Dr. Stone - Tome 1 », sur Glénat (consulté le 1er octobre 2018)
2. 1 2  (fr) « Dr. Stone - Tome 2 », sur Glénat (consulté le 1er octobre 2018)
3. 1 2  (fr) « Dr. Stone - Tome 3 », sur Glénat (consulté le 1er octobre 2018)
4. 1 2  (fr) « Dr. Stone - Tome 4 », sur Glénat (consulté le 1er octobre 2018)
5. 1 2  (fr) « Dr. Stone - Tome 5 », sur Glénat (consulté le 16 décembre 2018)
6. 1 2  (fr) « Dr. Stone - Tome 6 », sur Glénat (consulté le 5 février 2019)
7. 1 2  (fr) « Dr. Stone - Tome 7 », sur Glénat (consulté le 6 avril 2019)
8. 1 2  (fr) « Dr. Stone - Tome 8 », sur Glénat (consulté le 11 juillet 2019)
9. 1 2  (fr) « Dr. Stone - Tome 9 », sur Glénat (consulté le 28 octobre 2019)
10. 1 2  (fr) « Dr. Stone - Tome 10 », sur Glénat (consulté le 4 février 2020)
11. 1 2  (fr) « Dr. Stone - Tome 11 », sur Glénat (consulté le 3 juillet 2020)
12. 1 2  (fr) « Dr. Stone - Tome 12 », sur Glénat (consulté le 3 juillet 2020)
13. 1 2  (fr) « Dr. Stone - Tome 13 », sur Glénat (consulté le 31 août 2020)
14. 1 2  (fr) « Dr. Stone - Tome 14 », sur Glénat (consulté le 29 novembre 2020)
15. 1 2  (fr) « Dr. Stone - Tome 15 », sur Glénat (consulté le 14 janvier 2021)
16. 1 2  (fr) « Dr. Stone - Tome 16 », sur Glénat (consulté le 2 avril 2021)
17. 1 2  (fr) « Dr. Stone - Tome 17 », sur Glénat (consulté le 22 juin 2021)
18. 1 2  (fr) « Dr. Stone - Tome 18 », sur Glénat (consulté le 25 août 2021)
19. 1 2  (fr) « Dr. Stone - Tome 19 », sur Glénat (consulté le 3 décembre 2021)
20. 1 2  (fr) « Dr. Stone - Tome 20 », sur Glénat (consulté le 6 janvier 2022)
21. 1 2  (fr) « Dr. Stone - Tome 21 », sur Glénat (consulté le 5 avril 2022)
22. 1 2  (fr) « Dr. Stone - Tome 22 », sur Glénat (consulté le 9 juillet 2022)
23. 1 2  (fr) « Dr. Stone - Tome 23 », sur Glénat (consulté le 30 octobre 2022)
24. 1 2  (fr) « Dr. Stone - Tome 24 », sur Glénat (consulté le 21 janvier 2023)
25. 1 2  (fr) « Dr. Stone - Tome 25 », sur Glénat (consulté le 6 avril 2023)
26. 1 2  (fr) « Dr. Stone - Tome 26 », sur Glénat (consulté le 3 juillet 2023)
27. 1 2  (fr) « Dr. Stone - Tome 27 », sur Glénat (consulté le 11 janvier 2025)
28. 1 2  (fr) « Dr. Stone - Reboot : Byakuya », sur Glénat (consulté le 7 avril 2021)